# Heinrich Burghardt Vocke
Heinrich Burghardt Vocke (* 4. Oktober 1853 in Emden; † 2. Juli 1913 in Eschwege) war ein deutscher Jurist, Bürgermeister und Abgeordneter des Provinziallandtages der preußischen Provinz Hessen-Nassau.

## Leben
Heinrich Burghardt Vocke wurde als Sohn des Kaufmanns Johann Christian Karl Vocke und dessen Gemahlin Philippine Juliane Friederieke Abegg geboren. Nach dem Abitur studierte er an den Universitäten in Göttingen und Tübingen Rechtswissenschaften und war als Gerichtsreferendar in Aurich tätig, wo er später auch seinen Militärdienst als Einjährig-Freiwilliger ableistete. Er wechselte in die Verwaltung, kam zur Bezirksregierung Erfurt und erhielt später eine Anstellung beim Magistrat der Stadt Nordhausen. Seine Wahl zum Bürgermeister der Stadt Eschwege fiel auf den 19. Januar 1888. In diesem Jahre wurde er auch Mitglied des Kreistages von Eschwege. Das Mandat als Abgeordneter des Kurhessischen Kommunallandtages des preußischen Regierungsbezirks Kassel erhielt er 1892. Dieses Gremium wählte ihn aus seiner Mitte zum Abgeordneten des Provinziallandtages der Provinz Hessen-Nassau. Hier war er in verschiedenen Ausschüssen tätig und blieb bis zu seinem Tode in seinen Ämtern.

## Auszeichnungen
- 1913: Ehrenbürger der Stadt Eschwege